# کلیولند براون

کلیولند براون

کلیولند اورنتال براون (به انگلیسی: Cleveland Orenthal Brown) یک شخصیت خیالی در مجموعه پویانمایی مرد خانواده و کلیولند شو می‌باشد و  در این سریال قدیمی ترین دوست پیتر گریفن نیز می‌باشد. مایک هنری به جای این شخصیت صحبت می‌کند.

## ویژگی‌ها
کلیولند به همراه همسرش لورتا براون یکی از همسایگان خانواده گریفن میباشد.او یکی از سه دوست صمیمی پیتر گریفن در این سریال است که قدیمی‌ترین آن‌ها نیز محسوب می‌شود. شغل کلیولند در سریال پسچی است و همسایه پیتر نیز است. کلیولند و خانواده‌اش در فصل 10-11-12 همزمان با سریال اختصاصی خود کلیولند به خارج از کوهاگ مهاجرت کرده‌ بودند. 